# Opposabilité du contrat aux tiers
En droit des obligations en France, l'opposabilité du contrat aux tiers est un principe selon lequel une convention (contrat de mariage, vente d'immeuble, constitution de société, concordat entre créanciers, bornage, transaction) prise entre plusieurs parties est opposable à des personnes tierces dans la mesure où l'acte a fait l'objet d'une publication dans les formes légales. À contrario, un contrat qui n'est pas publié n'a d'effet qu'à l'égard des parties contractantes. 

## Les parties peuvent opposer le contrat aux tiers
Le tiers ne doit rien faire qui porterait atteinte à la bonne exécution du contrat. S'il le fait malgré tout, sa responsabilité délictuelle sera engagée.
Par exemple, si un tiers est complice de la violation d'une obligation contractuelle, le contractant victime peut lui opposer le contrat.

## Les tiers peuvent opposer le contrat aux parties
Suivant une jurisprudence récente de la Cour de cassation (Assemblée plénière, 6 octobre 2006), le manquement d'une partie à son obligation contractuelle s'analyse, vis-à-vis d'un tiers qui en a subi un préjudice, comme une faute délictuelle. Un tiers peut également opposer un contrat aux parties pour échapper à une situation juridique à laquelle il serait sinon tenu.
En termes d'exceptions au principe d'opposabilité au tiers des effets externes du contrat (en principe, les tiers n'ont aucun droit sur les conventions rédigées par les parties), il y a l'action paulienne (situation ou un débiteur agit en fraude de ses droits) ainsi que l'action en déclaration de simulation (l'acte ostensible et la contre-lettre).

## Droit québécois
Selon les professeures de droit Marie Annik Grégoire et Mariève Lacroix, en droit québécois « les tiers ne sont pas assujettis aux obligations prévues au contrat. Cela dit, l’effet relatif des contrats n’est pas absolu. Si le contrat ne peut constituer un acte juridique contraignable à l’égard des tiers, le droit québécois considère qu’il constitue néanmoins un fait juridique opposable aux tiers et susceptible d’entraîner leur responsabilité en cas d’atteinte consciente à ce dernier. Celui qui compromet les droits d’une partie au contrat sans le savoir ne peut certainement pas se faire reprocher un acte fautif. Sans exiger que le tiers ait fait preuve d’une intention malicieuse à l’égard de l’une ou l’autre des parties, il est toutefois nécessaire de démontrer que le tiers a agi avec un « mépris caractérisé » des intérêts de celle-ci. Pour considérer qu’il a commis une faute, le tiers doit avoir fait fi du contrat en toute connaissance de cause. Il n’est pas, par ailleurs, nécessaire que le tiers agisse en complicité avec l’une des parties pour que sa responsabilité soit entraînée. Sa seule initiative est suffisante ».